# Puppy Linux
Puppy Linux – lekka dystrybucja Linuksa zapoczątkowana przez Barry’ego Kaulera, do uruchomienia której potrzeba tylko 64 MB RAM. Powstało kilka wersji w zależności od potrzeb użytkownika. Jest to dystrybucja niezależna (nie jest oparta na żadnej innej dystrybucji Linuksa). Narzędzie Woof (kiedyś Puppy Unleashed) pozwala na stworzenie dystrybucji Puppy Linux z paczek innych dystrybucji Linuksa.
Jest szybka, ponieważ cała mieści się w RAM, więc po uruchomieniu nie musi używać nośnika. Można go wtedy odłączyć. Obsługuje polskie czcionki i dyski SATA.
Puppy Linuksa można używać do bezpiecznego przeglądania Internetu, odzyskiwania danych w wypadku awarii, a nawet zbudowania systemu komputerowego, w którym zamiast dysku twardego zastosowana będzie pamięć flash. Z powodu jego małej wielkości może zostać uruchomiony na starych komputerach, a także z różnych nośników:
- Live USB, w tym pamięci USB (flash-Puppy)
- Live CD (live-Puppy)
- Karta SD lub wbudowana karta Flash (flash-Puppy)
- Napęd Zip lub LS-120/240 SuperDisk (zippy-Puppy)
- Wewnętrzny dysk twardy (hard-Puppy)
- Sieć komputerowa (thin-Puppy)
- Emulator (emulated-Puppy)
- Dyskietka 3,5 cala ładująca resztę systemu z innego nośnika (floppy-Puppy)

Wyjątkową możliwością Puppy Linux jest aktualizacja na wielosesyjnych płytach CD/DVD jednokrotnego zapisu. Puppy automatycznie wykrywa zmiany w systemie plików i zapisuje je stopniowo na płycie (multi-Puppy). Najlepiej ten mechanizm działa na płytach DVD, dzięki wielokrotnie większej przestrzeni dyskowej i znacznie mniejszemu narzutowi związanemu z tworzeniem kolejnych sesji. Inne dystrybucje oferują wersje Live CD, jednakże nie pozwalają na doinstalowywanie programów dostępnych dopiero przy kolejnych uruchomieniach systemu.

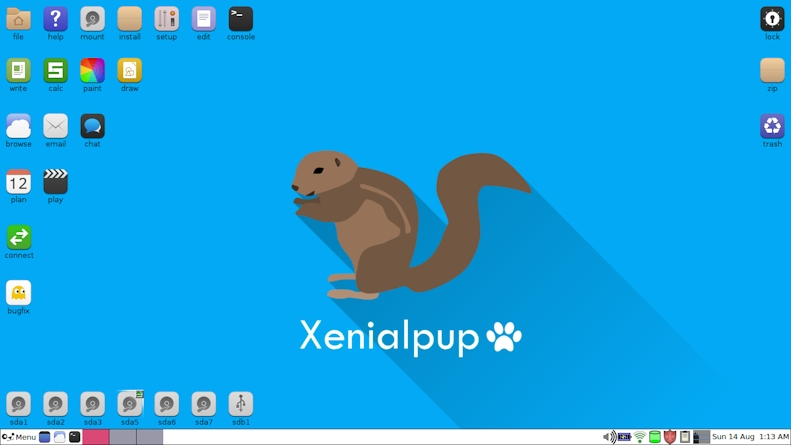
Puppy Linux 7.5 XenialPup

## Wydania Puppy Linux[4]
| Wersja      | Data wydania |
| ----------- | ------------ |
| Puppy 0.1   | 18.06-2003   |
| Puppy 1.0   | 29.03-2005   |
| Puppy 2.0   | 01.06-2006   |
| Puppy 3.0   | 02.10-2007   |
| Puppy 4.3   | 05.05-2008   |
| Puppy 5.0   | 15.05-2010   |
| Puppy 5.0.1 | 25.05-2010   |
| Puppy 5.1   | 11.08-2010   |
| Puppy 5.1.1 | 06.09-2010   |
| Puppy 5.2   | 06.01-2011   |
| Puppy 5.2.5 | 03.04-2011   |
| Puppy 5.2.8 | 17.08-2011   |
| Puppy 5.3   | 24.10-2011   |
| Puppy 5.3.3 | 05.05-2012   |
| Puppy 6.0.5 | 26.10-2014   |
| Puppy 6.3.2 | 21.06-2016   |
| Puppy 7.5   | 04.12-2017   |
| Puppy 8.0   | 24.03-2019   |
| Puppy 8.2.1 | 01.07-2020   |
| Puppy 9.5   | 21.09-2020   |